# 아프리카 축구 연맹

아프리카 축구 연맹 (CAF)

아프리카 축구 연맹(영어: Confederation of African Football, CAF)은 축구 종목을 총괄하는 아프리카 기구로, 이집트의 카이로에 본부를 두고 있다.
아프리카 축구 연맹은 총 54개국 중에서 FIFA가 주관하는 월드컵에서 본선 진출 티켓이 5장(1998년 대회 이후 기준)이 배정되어 있으므로 아시아와 비슷한 경쟁률을 보이고 있다. 2010년 FIFA 월드컵에서는 남아프리카 공화국이 개최국인 관계로 아프리카 대륙에서는 개최국을 포함한 6개국이 본선에 진출했다.

## 가맹국
아프리카 축구 연맹의 가맹국은 아래와 같으며, 또 지역별로 5개의 공동체를 또 형성하고 있다.
보기
- 이탤릭 : 국제 축구 연맹 미가맹국, 아프리카 축구 연맹 준회원국
- @ : 아랍 축구 연맹 가맹국

### 북아프리카 축구 연맹(UNAF)
| - 리비아@ | - 모로코@ | - 알제리@ | - 이집트@ | - 튀니지@ |

### 서아프리카 축구 연합(UFOA)

#### A 지역
| - 감비아 - 기니 | - 기니비사우 - 라이베리아 | - 말리 - 모리타니@ | - 세네갈 - 시에라리온 | - 카보베르데 |

#### B 지역
| - 가나 - 나이지리아 | - 니제르 - 베냉 | - 부르키나파소 | - 코트디부아르 | - 토고 |

### 중앙아프리카 축구 연합(UNIFFAC)
| - 가봉 - 상투메 프린시페 | - 적도 기니 - 중앙아프리카 공화국 | - 차드 - 카메룬 | - 콩고 공화국 | - 콩고 민주 공화국 |

### 동아프리카 축구 협의회(CECAFA)
| - 남수단 - 르완다 - 부룬디 | - 소말리아@ - 수단@ - 에리트레아 | - 에티오피아 - 우간다 | - 잔지바르 - 지부티@ | - 케냐 - 탄자니아 |

### 남아프리카 축구 협의회(COSAFA)
| - 나미비아 - 남아프리카 공화국 1 - 레소토 | - 마다가스카르 - 말라위 - 모리셔스 | - 모잠비크 - 보츠와나 - 세이셸 | - 앙골라 - 에스와티니 - 잠비아 | - 짐바브웨 - 코모로@ |

### 기타
- 레위니옹 - 아프리카 내 5개 권역 협회 중 어디에도 속하지 않는다.

## 주관 대회

### 국가 대항전
- 아프리카 네이션스컵
- 아프리카 네이션스 챔피언십
- 아프리카 U-20 네이션스컵
- 아프리카 U-17 네이션스컵
- 아프리카 여자 네이션스컵
- 아프리카 U-20 여자 축구 선수권 대회
- 아프리카 U-17 여자 축구 선수권 대회
- 아프리카 풋살 선수권 대회

### 클럽 대항전
- CAF 챔피언스리그
- CAF 컨페더레이션컵
- CAF 슈퍼컵

### 폐지된 대회
- CAF컵
- 아프리칸 컵위너스컵
- 아프로-아시안 클럽 챔피언십

## 같이 보기
- 국제 축구 연맹
- 아시아 축구 연맹
- 오세아니아 축구 연맹
- 북중미카리브 축구 연맹
- 남미 축구 연맹
- 유럽 축구 연맹
- 축구 대회 목록
- A매치 100경기 이상 출전한 축구 선수 명단